# Försvunna civilisationer

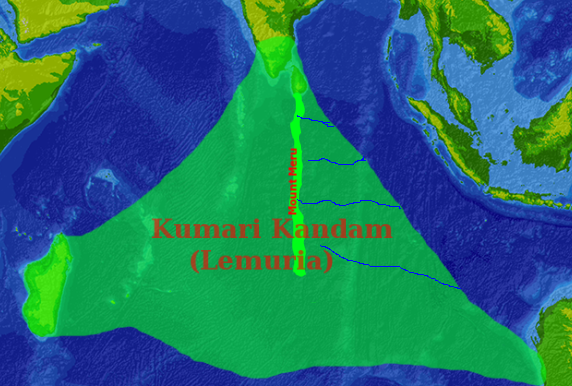
Lemuriens påstådda plats

Det finns hypoteser om försvunna civilisationer som framförts av alternativa forskare/arkeologer/historiker, men dessa hypoteser avfärdas mestadels av etablerade vetenskapsmän som pseudovetenskap.

## Bakgrund
Försvunna riken har ofta beskrivits i många sagor och myter. Den kanske mest kända är den om den sjunkna ön eller kontinenten Atlantis. Atlantislegenden kan spåras tillbaka till Platon, där finns den omnämnd i en av hans dialoger. Det finns också andra legender om sjunkna landmassor som de om Lemurien och Mu.

## Den "urgamla" urcivilisationen
Alternativarkeologen Graham Hancock har skrivit flera böcker där han försöker påvisa existensen av en försvunnen urgammal civilisation.